# Nyssodrysternum amparense
Nyssodrysternum amparense es una especie de escarabajo longicornio del género Nyssodrysternum, tribu Acanthocinini, subfamilia Lamiinae. Fue descrita científicamente por Melzer en 1934.

## Descripción
Mide 7 milímetros de longitud.

## Distribución
Se distribuye por Argentina, Brasil y Paraguay.